# CR4 - La Repubblica delle Donne
#CR4 - La Repubblica delle Donne è stato un programma televisivo italiano di genere talk show e rotocalco, andato in onda in prima serata su Rete 4 dal 31 ottobre 2018 al 4 marzo 2020, ideato e condotto da Piero Chiambretti.

## Il programma
Presentato come un grande rotocalco, il cui nome #CR4 è l'acronimo della frase Chiambretti a Rete 4, che prende spunto dall'acronimo CR7 con il quale viene identificato il calciatore Cristiano Ronaldo, nasce come evoluzione del programma Matrix Chiambretti - La Repubblica delle Donne (andato in onda in seconda serata su Canale 5 dal 2016 al 2018).
La prima edizione è andata in onda dallo studio 1 del Centro Safa Palatino di Roma, mentre la seconda dallo studio 5 del Centro di produzione Mediaset di Cologno Monzese (Milano).
Il programma ha visto la partecipazione di varie opinioniste, chiamate ministre, e ospiti fissi. Il programma è stato cancellato nel 2020 a causa del COVID-19, il conduttore dopo la guarigione è passato a Tiki Taka - La repubblica del pallone e il programma è stato sostituito, prima dagli speciali di Stasera Italia con la conduzione di Barbara Palombelli, e poi, dal 7 aprile 2021, da Zona bianca con la conduzione di Giuseppe Brindisi.

## Edizioni
| Edizione | Anno      | Conduzione        | Periodo          | Periodo          | Puntate | Regia            | Studio                                                        |
| Edizione | Anno      | Conduzione        | Inizio           | Fine             | Puntate | Regia            | Studio                                                        |
| -------- | --------- | ----------------- | ---------------- | ---------------- | ------- | ---------------- | ------------------------------------------------------------- |
| 1ª       | 2018-2019 | Piero Chiambretti | 31 ottobre 2018  | 13 febbraio 2019 | 15      | Paolo Riccadonna | Studio 1 del Centro Safa Palatino, Roma                       |
| 2ª       | 2019-2020 | Piero Chiambretti | 27 novembre 2019 | 4 marzo 2020     | 10      | Paolo Riccadonna | Studio 5 del Centro di produzione Mediaset di Cologno Monzese |

## Puntate e ascolti

### Prima edizione (2018-2019)
Cast fisso
- Conduttore: Piero Chiambretti
- Ospiti fissi: Cristiano Malgioglio e Alfonso Signorini
- Ministre della Repubblica delle Donne: Iva Zanicchi, Drusilla Foer, Annalisa Chirico, Barbara Alberti[N 1], Lory Del Santo[N 2], Francesca Barra, Maria Vittoria Longhitano e Alda D'Eusanio
- Reparto musicale: Appassionante (trio composto da soprani) e Simona Molinari

Il 6 febbraio e dal 9 al 23 giugno 2019 sono andate in onda delle puntate speciali che raccoglievano il meglio del programma intitolate I migliori mesi della mia vita.
Rubriche
- Alda e le storie tese: Alda D'Eusanio intervista un controverso personaggio d'attualità, in una conversazione profonda che tralascia i dettagli più superficiali
- Signorini... Chi?: Alfonso Signorini racconta e commenta tutti i gossip più scottanti della settimana
- Quello che le donne (non) dicono: Francesca Barra e Annalisa Chirico discutono di un fatto di stretta attualità in un dibattito a due moderato da Chiambretti
- La posta del corno: Iva Zanicchi e Drusilla Foer discutono sui sentimenti e i tradimenti delle storie della gente comune arrivate in redazione
- Donne maledette: Francesco Bonami racconta il rapporto dei grandi artisti con le loro compagne di vita
- Come eravamo: Piero Chiambretti intervista un personaggio storico di Rete 4
- Stalent: La redazione del programma invita ad esibirsi persone prive di alcun talento

Ascolti e ospiti
| Puntata | Messa in onda    | Ascolti        | Ascolti | Ospiti |
| Puntata | Messa in onda    | Telespettatori | Share   | Ospiti |
| ------- | ---------------- | -------------- | ------- | --- |
| 1       | 31 ottobre 2018  | 974 000        | 4,88%   | Alessandra Mussolini, Amanda Lear, Carlotta Maggiorana, Ilaria Giorgini, Rodrigo Alves                                                                                         |
| 2       | 7 novembre 2018  | 934 000        | 4,36%   | Asia Argento, Maria Vittoria Longhitano, Franc Gigolò, Alberico Lemme, Emanuela Folliero                                                                                       |
| 3       | 14 novembre 2018 | 906 000        | 4,73%   | Fabrizio Corona, Gabriella Previtera, Carlo Verdone, Felice D'Alfonso, Francesca Cipriani, Giorgio Mastrota                                                                    |
| 4       | 21 novembre 2018 | 934 000        | 4,65%   | Lorella Cuccarini, Simona Ventura, Mary Rider, Melanie F., Federico Borgna, Alessandra Cantini                                                                                 |
| 5       | 28 novembre 2018 | 846 000        | 4,19%   | Irene Pivetti, Ignazio Moser, Cecilia Rodríguez, Alessandra Cantini, Paolo Brosio, don Antonio Mattatelli, Alessandro Cecchi Paone, Nina Morić, Lele Mora                      |
| 6       | 5 dicembre 2018  | 856 000        | 4,41%   | Maurizio Costanzo, Maria De Filippi, Elena Santarelli, Melissa Satta, Pamela Prati, Alessandra Cantini, Vladimir Luxuria                                                       |
| 7       | 12 dicembre 2018 | 702 000        | 3,58%   | Marcella Bella, Giorgia Meloni, Elisa D'Ospina, Mary Rider, Jonathan Kashanian                                                                                                 |
| 8       | 19 dicembre 2018 | 738 000        | 3,71%   | Alessia Marcuzzi, Cristina D'Avena, Federico Fashion Style, Beatrice Venezi |
| 9       | 26 dicembre 2018 | 904 000        | 4,62%   | Massimo Boldi, Christian De Sica, Anna Maria Barbera, Michela Vittoria Brambilla                                                                                               |
| 10      | 2 gennaio 2019   | 1 068 000      | 5,16%   | Roberto D'Agostino, Katia Follesa, Debora Villa, Rosalia Porcaro, Paolo Nespoli, Eve La Plume                                                                                  |
| 11      | 9 gennaio 2019   | 970 000        | 4,93%   | Aldo Cazzullo, Rita Pavone, Ivan Cattaneo, Katia Follesa, Franco Chendi, Antonio Urzi, Piergiorgio Caria, Roberto Giacobbo                                                     |
| 12      | 16 gennaio 2019  | 980 000        | 5,36%   | Lello Arena, Rocco Hunt, Rosalia Porcaro, Luigi De Magistris, Azzurra Serena Barbuto, Ines Trocchia, Giacomo Urtis, Rosalia Porcaro                                            |
| 13      | 23 gennaio 2019  | 785 000        | 3,88%   | Alba Parietti, Pierdavide Carone e i Dear Jack, Roberto D'Agostino, Marina Di Guardo, Giacomo Urtis, Giselle Dos Santos Lora Lamia Donin, Marina Castelnuovo, Antonio Spagnolo |
| 14      | 30 gennaio 2019  | 840 000        | 4,21%   | Vittorio Sgarbi, Sabrina Colle, Giorgia Rossi, Katia Follesa, Marco Giallini, Enrico Mentana                                                                                   |
| 15      | 13 febbraio 2019 | 774 000        | 4,11%   | Claudio Santamaria, Katia Ricciarelli, Madalina Ghenea, Morgan, Katia Follesa, Marco Cucolo, Eve La Plume                                                                      |
| Media   | Media            | 881 000        | 4,45%   | |

### Seconda edizione (2019-2020)
Cast fisso
- Conduttore: Piero Chiambretti
- Ospiti fissi: Cristiano Malgioglio, con il maggiordomo Peppino di Capri, il cromatologo Ubaldo Lanzo, Alfonso Signorini, Drusilla Foer, Rosalia Porcaro, Katia Follesa, Vittorio Feltri e Valeria Marini
- Ministre della Repubblica delle Donne: Iva Zanicchi[N 35], Lory Del Santo, Francesca Barra, Maria Vittoria Longhitano e Antonella Elia (sostituita dalla modella Ambra Lombardo da gennaio 2020 durante la sua partecipazione alla quarta edizione del Grande Fratello VIP)
- Presidente della Repubblica delle Donne: Massimo Lopez, nei panni della Monaca di Monza
- Reparto musicale: Appassionante, trio composto da soprani
- Corpo di ballo: le ballerine Klaudia Pepa e Lidia Carew

In questa edizione, inoltre, il pubblico in studio è composto da sole donne, non presente dal 26 febbraio a causa delle misure di contenimento per la pandemia di COVID-19.
Il 9 marzo 2020 è stata annunciata la chiusura anticipata del programma sia a causa dell'emergenza COVID-19 e sia per il passaggio di Chiambretti con la conduzione di Tiki Taka - La repubblica del pallone, trasmissione sportiva di Italia 1. Durante l'estate dello stesso anno sono state trasmesse alcune puntate speciali con il meglio dell'edizione.
Rubriche
- Anteprima: L'attrice Tiziana Catalano apre il programma nei panni di una signorina buonasera
- Signorini... Chi?: Alfonso Signorini racconta e commenta tutti i gossip più scottanti della settimana
- esclusIVA: Iva Zanicchi cura una pagella sarcastica e irriverente rivolta i personaggi più discussi della settimana
- La vita degli altri: Il cast commenta i post delle donne più apprezzate sui social network
- Tutti alla (s)Barra: Francesca Barra commenta i principali fatti d'attualità della settimana appena trascorsa
- 5 anni con The Lady: Il programma celebra i primi cinque anni di vita della web-serie The Lady, creata e diretta da Lory Del Santo
- La posta del cuore: Vittorio Feltri[N 36] dispensa consigli di vita amorosa agli spettatori e risponde alle loro lettere
- Salviamo il Bagaglino: Valeria Marini è la madrina di una campagna per il salvataggio del Salone Margherita di Roma (storico teatro del Bagaglino, appunto), messo all'asta dalla Banca d'Italia
- La repubblica delle bambine: Piero Chiambretti intervista alcune ragazzine chiedendo la loro opinione su alcuni fatti di attualità della settimana

Ascolti e ospiti
| Puntata | Messa in onda    | Ascolti        | Ascolti | Ospiti |
| Puntata | Messa in onda    | Telespettatori | Share   | Ospiti |
| ------- | ---------------- | -------------- | ------- | --- |
| 1       | 27 novembre 2019 | 1 100 000      | 5,79%   | Alice ed Ellen Kessler, Pippo Baudo |
| 2       | 4 dicembre 2019  | 820 000        | 4,34%   | Amanda Lear, Nina Sophie Rima, Ivan Cattaneo, Claudia Rossi |
| 3       | 11 dicembre 2019 | 823 000        | 4,71%   | Chiara Appendino, Michela Persico, Donatella Rettore, Taylor Mega, Jade Mega |
| 4       | 18 dicembre 2019 | 874 000        | 5,21%   | Michela Vittoria Brambilla, Gianfranco Vissani, Red Ronnie, Wanda Nara, Pier Silvio Berlusconi |
| 5       | 22 gennaio 2020  | 795 000        | 4,44%   | Gianluigi Paragone, Simona Ventura, Giovanni Terzi, Angelo Pisani |
| 6       | 29 gennaio 2020  | 652 000        | 3,44%   | Vauro Senesi, Serena Grandi, Fabiana Giacomotti, Giacomo Urtis |
| 7       | 12 febbraio 2020 | 840 000        | 4,22%   | Shade, Vittorio Sgarbi, Sabrina Colle, Eleonora D'Alessandro, Simona Di Felice, Benedetta Venditti, Carolyn Robb, Lady Colin Campbell, Nunzio Alfredo, Stefan D'Angieri, Franc Gigolò                                          |
| 8       | 19 febbraio 2020 | 796 000        | 4,42%   | Eugenio in Via Di Gioia, Gabriella Martinelli e Lula, Maria Rosaria Capobianchi, Francesca Cipriani, Roberto Giacobbo, Piergiorgio Odifreddi, Philippe Plein, Nunzio Alfredo, Stefan D'Angieri, Annalisa Chirico, Arturo Artom |
| 9       | 26 febbraio 2020 | 835 000        | 3,94%   | Paolo Liguori, Diego Fusaro, Gianfranco Vissani, Stefano Zecchi, Michele Monina, DJ Anicieto, Red Ronnie, Barbara Alberti |
| 10      | 4 marzo 2020     | 1 053 000      | 5,58%   | Michelle Hunziker, Clizia Incorvaia, Gessica Notaro, Antonio Maggio, Annalisa Chirico, Vittorio Sgarbi |
| Media   | Media            | 840 000        | 4,22%   | |

## Audience
| Edizione | Rete televisiva | Anno      | Stagione        | Programmazione | Programmazione | Programmazione | Programmazione | Programmazione | Programmazione | Programmazione | Collocazione | Media auditel  | Media auditel | Premiere       | Premiere | Finale         | Finale |
| Edizione | Rete televisiva | Anno      | Stagione        | L              | M              | M              | G              | V              | S              | D              | Collocazione | Telespettatori | Share         | Telespettatori | Share    | Telespettatori | Share  |
| -------- | --------------- | --------- | --------------- | -------------- | -------------- | -------------- | -------------- | -------------- | -------------- | -------------- | ------------ | -------------- | ------------- | -------------- | -------- | -------------- | ------ |
| 1ª       | Rete 4          | 2018-2019 | autunno-inverno |                |                |                |                |                |                |                | Prima serata | 881 000        | 4,45%         | 974 000        | 4,88%    | 774 000        | 4,11%  |
| 2ª       | Rete 4          | 2019-2020 | autunno-inverno | 840 000        | 4,22%          | 1 100 000      | 5,79%          | 1 053 000      | 5,58%          |                | Prima serata |                |               |                |          |                |        |